# Политехнический проезд
Политехни́ческий прое́зд (до 1923 года — Ши́повский прое́зд) — исчезнувшая улица в центре Москвы в Тверском районе между Новой площадью и Лубянским проездом.

## Происхождение названия
До 1923 года — Шиповский проезд по фамилии домовладельца конца XIX века. Переименован 4 января 1923 года в связи с 50-летием Политехнического музея, торцевой фасад здания которого выходит на этот проезд. После реконструкции Лубянской площади и её расширения проезд фактически слился с нею, отделяя музейное здание от занимающего часть площади сквера.

## Описание

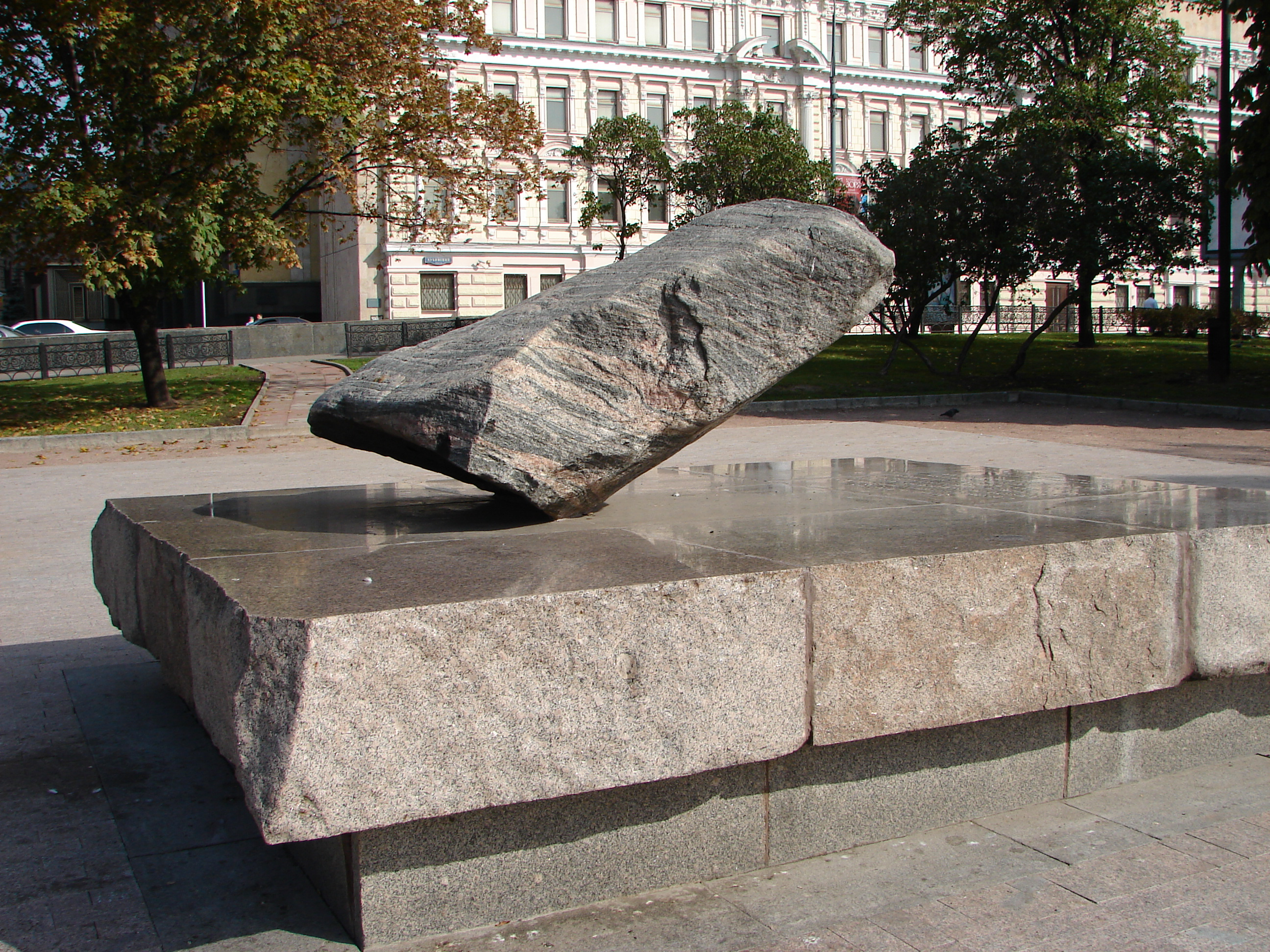
Соловецкий камень, установленный в память об узниках ГУЛАГа, на сквере между Лубянской площадью и Политехническим проездом.

Политехнический проезд проходил от начала Новой площади на северо-восток вдоль северного фасада Политехнического музея до Лубянского проезда. Между проездом и Лубянской площадью расположен сквер. В связи с благоустройством территории Политехнического музея по программе «Моя улица» Политехнический проезд прекратил своё существование. На его месте был сооружен амфитеатр, который стал частью культурно-досугового комплекса «Музейный парк».

## Примечательные здания
- № 2 — Политехнический музей, лекторий;
- № 4/3 — Политехнический музей.